# Obrona Szuriga
Obrona Szuriga to brydżowa konwencja licytacyjna opracowana przez Zbigniewa Szuriga, jest to jedna z wielu form obrony po otwarciu przeciwnika 1BA.  Wejścia według tej konwencji wyglądają następująco:
```
Kontra Siłowa
2♣     6+ trefli lub 5+ w innym kolorze, ręka jednokolorowa
2
♦
     Przynajmniej 5-4 w kolorach starszych
2
♥
     5+ kierów i przynajmniej czwórka młodsza
2♠     5+ pików i przynajmniej czwórka młodsza
2BA    Przynajmniej 5-4 w kolorach młodszych
```

Odpowiedzi drugiego obrońcy:
```
Po 2♣:
 Pas  Słaba ręka z treflami
 2
♦
   Do koloru partnera
 2
♥
/♠ Naturalna, nieforsujące
 2BA  Inwit z ręką zrównoważoną
 3♣/
♦
 Dobry kolor młodszy, konstruktywne
Po 2
♦
:
 Pas  Słaba ręka z karami
 2
♥
/♠ Negatywny wybór koloru, do pasa
 2BA  Inwit z fitami w kolorach starszych
 3♣   Naturalne i nieforsujące bez fitów w kolorach starszych
 3
♦
   Naturalne i konstruktywne, dobry kolor
 3
♥
/♠ Inwit z fitem czterokartowym
Po 2
♥
:
 2♠   Naturalne i nieforsujące bez fitu kier
 2BA  Pytanie o kolor młodszy
 3m   Naturalne i nieforsujące bez fitu kier
 3
♥
   Inwit z czterokartowym fitem
Po 2♠:
 2BA  Pytanie o kolor młodszy
 3m   Naturalne i nieforsujące bez fitu pik
 3
♥
   Naturalne i nieforsujące bez fitu pik
 3♠   Inwit z fitem czterokartowym
```